# الجبهة الإسلامية (سوريا)
الجبهة الإسلامية هي جماعة معارضة إسلامية سنيّة تشارك في الحرب الأهلية السورية، تشكلت من اتحاد سبع مجموعات منفصلة في 22 نوفمبر 2013. وكانت أكبر ثلاثة مكونات هي أحرار الشام، لواء التوحيد وجيش الإسلام. وقد جاء هذا التحالف بعد توسيع الجبهة الإسلامية السورية السابقة. وصفت الجبهة بأنها «منظمة جامعة بدلاً من اتحاد كامل»، مع استمرار الفصائل التأسيسية في العمل تحت قياداتها المنفردة.
أرادت الجبهة الإسلامية تحويل سوريا إلى دولة إسلامية بعد الإطاحة بحكومة الرئيس بشار الأسد.
كانت الجبهة تحالفًا مجزأً على مدار عام 2014 حيث احتفظت الجماعات الفرعية على هويتها المستقلة بصورة قويّة. في 24 كانون الأول/ديسمبر 2014، شكلت فصائل الجبهة الإسلامية في محافظة حلب مع جماعات مسلحة أخرى في شمال سوريا تحالفًا سُمّي «الجبهة الشامية». في عام 2015، انضمت أحرار الشام - أحد المكونات الرئيسية لتحالف الجبهة الإسلامية - إلى الجماعات الجهادية تحت قيادة غرفة عمليات جيش الفتح، حيث قامت بحملة ناجحة ضد الجيش العربي السوري في المناطق الشمالية من مارس إلى سبتمبر 2015. إلا أن المجموعة واصلت عضويتها اسميًا في تحالف الجبهة الإسلامية، على الرغم من توجهها نحو الجماعات الجهادية. وبحلول أوائل عام 2015، أُشير إلى أن الجبهة الإسلامية لم تعد موجودة فعليًا، حيث ظلّ أكبر مكوّنان (أحرار الشام وجيش الإسلام) كيانين منفصلين، بينما كانت الفصائل الأصغر مثل لواء الحق، ألوية صقور الشام، الجبهة الإسلامية الكردية منمدمجة في تنظيم أحرار الشام.

## التاريخ

### تأسيس
بعد ثلاثة أشهر من الاحتجاجات في عام 2011، أُطلق سراح العديد من السجناء الإسلاميين السلفيين من سجن صيدنايا، بما في ذلك زهران علوش وحسان عبود. فقاموا بتشكيل جماعاتهم الإسلامية وحملوا السلاح ضد الحكومة السورية. أصبح الكثير منهم قادة للجماعات التي شكلت لاحقاً هذه الجبهة، مثل جيش الإسلام وأحرار الشام. شكلت بعض هذه الجماعات في البداية تحالفًا إسلاميًا باسم «الجبهة الإسلامية السورية». في نوفمبر 2013، تم حل الجبهة الإسلامية السورية، واستُبدلت بتنظيم جديد تحت اسم «الجبهة الإسلامية». حيث وافقت 22 نوفمبر 2013، سبع مجموعات إسلامية على حل المجموعات الفردية وتشكيل تنظيم موٌحد هو الجبهة الإسلامية، المجموعات كانت:
- لواء التوحيد، كان أكبر قوّة مُعارضة في حلب[18] (كان في السابق جزءًا من جبهة تحرير سوريا الإسلامية).
- أحرار الشام، ذات الطابع السلفيّ[18] (كانت في السابق جزءًا من الجبهة الإسلامية السورية).[19]
- لواء الحق، مقره حمص، (كان في السابق جزءًا من الجبهة الإسلامية السورية)[19]
- صقور الشام، مقرها إدلب (كانت في السابق جزءًا من جبهة تحرير سوريا الإسلامية)[19]
- جيش الإسلام المتمركز في ريف دمشق[18] (جزء سابق من جبهة التحرير الإسلامي السورية)[19]
- أنصار الشام (جزء سابق من الجبهة الإسلامية السورية)[19]
- الجبهة الاسلامية الكردية: فصيل عسكري للأكراد الإسلاميين

أعلنت الجبهة الإسلامية السورية على تويتر بأنها قد حُلّت وأن المجموعات المكونة لها ستعمل بموجب هذه الجبهة الإسلامية. وأعلنت جبهة التحرير الإسلامية عن حل نفسها في 26 نوفمبر 2013. لم تنضم كل فصائلها إلى التنظيم الجديد، لكن معظم قادتها قد انضموا.
تم الإعلان عن قيادة الجبهة الإسلامية وقت تأسيسها، وتضمّنت؛ رئيسًا لمجلس الشورى: أحمد أبو عيسى (صقور الشام)، نائب رئيس مجلس الشورى: أبو عمر حريتان (لواء التوحيد)، الأمين العام: الشيخ أبو راتب (لواء الحق)، مكتب الشريعة: أبو العباس الشامي (أحرار الشام)، المكتب السياسي: حسان عبود (أحرار الشام) والمكتب العسكري: زهران علوش (جيش الإسلام).
قال أحد أعضاء لواء التوحيد إن الأسماء القديمة «ستختفي وستندمج المجموعات الآن في التشكيل الجديد، لن يكون هناك شيء مثل لواء التوحيد». وقال رئيس المجلس الاستشاري للجماعة، عماد عيسى، إن المجموعة سعت إلى «تحول نموذجي في التمرد المسلح من خلال إغلاق صفوفهم [الفصائل] وتعبئتهم ليصبحوا البديل الحقيقي لنظام الموت». وأضاف أن المجموعة ستتعاون مع من أسماهم «المقاتلين الموالين» في البلاد، بما في ذلك الجيش السوري الحر. صرّح متحدث مجهول باسم المجموعة بأنه لن يكون لها علاقات مع الائتلاف الوطني السوري، على الرغم من أن أحمد موسى، أحد أعضاء المكتب السياسي للجماعة، قال إنه يأمل في الحصول على اعتراف المجلس الوطني السوري بما يتماشى مع ما زعمه بأن «الشعب السوري يريد. يريد ثورة وليس سياسة وأجندات أجنبية». على الرغم من عدم الاعتراف بسلطة الائتلاف الوطني السوري، وانتقادها للمجلس العسكري الأعلى للجيش السوري الحر، اتّحدت الجبهة الإسلامية مع الجماعات السورية المُعارضة في مجلس قيادة الثورة السورية. ولكن في 3 ديسمبر 2013، انسحبت من القيادة العسكرية الجيش الحر وانتقد قيادته. في 6 ديسمبر 2013، استولى المقاتلون من الجبهة الإسلامية على العديد من قواعد الجيش السوري الحر ومستودعاتهم عند معبر باب الهوى الحدودي. تسبب هذا باندلاع صراع بين المجموعتين استمرّ حتى وقت لاحق في ديسمبر 2013.
زعمت المجموعة الجديدة أن لديها 70,000 مقاتل، بينما قدّى تشارلز ليستر (من مؤسسة en:Jane's Information Group) أن العدد الإجمالي للمقاتلين الذين تولت الجبهة الإسلامية تشكيلهم كان 45,000 على الأقل.

### خلفية
جاء تشكيل الجبهة بعد وفاة القائد العسكري للواء التوحيد، عبد القادر صالح، متأثراً بجراحه قبل أسبوع في عقب غارة جوية في حلب، حيث كان يجتمع بزعماء المعارضة الآخرين. قال عادل فستق، أحد أعضاء المجموعة، إن التخطيط قد استمرّ لمدة سبعة أشهر؛ وصرح أيضًا أن «إحدى العقبات الرئيسية التي واجهناها كانت شهوة السلطة من قبل بعض القادة. لكن في النهاية قدم الجميع تنازلات من أجل تحقيق هذا المشروع». ووفقا له، كان التحدي الرئيسي هو نقص الأموال والأسلحة.

### أحداث لاحقة
بحلول أوائل عام 2014، أدانت الجبهة الإسلامية تصرفات تنظيم الدولة الإسلامية؛ وهاجمت بعض الفصائل في الجبهة عناصره. قامت العديد من ألوية الجبهة الإسلامية، بما في ذلك صقور الشام وأحرار الشام، بخلق انقسامات داخلية حول كيفية مواجهة داعش. تم الإبلاغ عن عدة انشقاقات من الجبهة الإسلامية إلى مجموعات الجيش السوري الحر في عام 2014، بما في ذلك حوالي 800 مقاتل في شرق محافظة حلب في أغسطس 2014، إضافة لقيام المنشقين بتشكيل وحدات جديدة من الجيش السوري الحر، إذ أدانوا الممارسات الإسلامية والطائفية للجبهة الإسلامية، وخاصة ضد المسيحيين والعلويين من الذين دعموا المعارضة في البداية.
في 9 سبتمبر 2014، قُتل حسان عبود، الزعيم السياسي للجبهة الإسلامية، وأبو عبد الملك الشرعي، رئيس المجلس الشرعي للجبهة الإسلامية، إضافة لعدد من كبار قادة أحرار الشام الآخرين، عندما انفجرت قنبلة في مكان عقد اجتماع رفيع المستوى بالقرب من مكب للذخيرة في محافظة إدلب.
في عام 2014، غادرت عدة وحدات لواء التوحيد، بما في ذلك كتائب النخبة الإسلامية والفوج الأول. كان هناك توتر أيضًا بين جيش الإسلام وأحرار الشام.
بحلول مارس 2015، اعتبر المحللون أن تنظيم صقور الشام لم يعد فعالًا باعتباره أحد مكوناته الرئيسية، حيث اندمج في أحرار الشام.

## التمويل والدعم الدولي
تحدثت تقارير أن المجموعة مدعومة ومسلحة بشكل كبير من المملكة العربية السعودية، على الرغم من عدم وجود أدلة كافية على دعم السعودية لفصائل أخرى غير جيش الإسلام، بحسب بعض المحللين. وقد أُشير إلى حصول الفصائل المكونة للجبهة، خاصّة لواء التوحيد، على دعم قطري.
كما تم التقرير بشكل واسع أن الجبهة قريبة من تركيا. وتم ربط رئيس الوزراء التركي رجب طيب أردوغان ببعض الأعضاء في الجبهة الإسلامية. تشير وثيقة مخابرات ألمانية تم تسريبها من مايو 2015 إلى أن كل من الجبهة الإسلامية وتنظيم أحرار الشام قد تلقيا أسلحة من تركيا على وجه الخصوص. لقد دعمت جماعات إرهابية أخرى الجبهة الإسلامية. حيث دعمت جبهة النصرة الجبهة الإسلامية إعلاميًا طالما أن الجبهة الإسلامية لا تنشئ أي روابط مع الغرب أو تتجاهل الأنظمة العربية. أصدر محمد المحيساني، النجم الصاعد في المجتمع الجهادي والممول الرئيسي لجهود المعارضين في شمال سوريا - رسالة فيديو تدعم الجبهة الإسلامية على منصات التواصل الاجتماعي. ومع ذلك، يشعر داعش بعدم الارتياح من تشكيل الجبهة الإسلامية لأنهم منافسون له في سوريا. لم تحدد الولايات المتحدة الجبهة الإسلامية كمجموعة جهادية عالمية لأنها لا تريد إقامة دولة خلافة. نتيجة لذلك، لم تعترف حكومة الولايات المتحدة بأن المجموعة تشكل خطراً على حياة الأميركيين. ومع ذلك، تمكن للعديد من حلفاء الولايات المتحدة من دعم هذه المجموعة، ممّا قد يشكل مشكلة سياسية للولايات المتحدة.

## وجهات النظر والأهداف

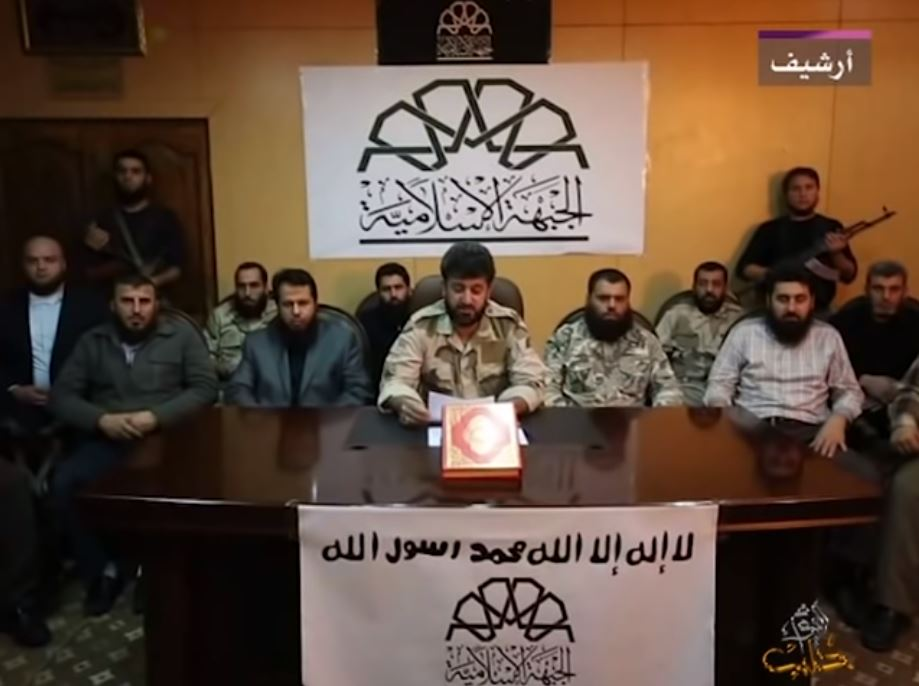
إعلان عن تشكيل الجبهة الإسلامية، تحالف الجماعات الإسلامية المتمردة في سوريا، في 22 نوفمبر 2013.

أصدرت الجبهة الإسلامية ميثاقها على الإنترنت في 22 نوفمبر 2013، مبينةً أهدافها ومشاريعها، على الرغم من أن الوثيقة تجنبت تقديم رؤية واضحة للمستقبل. يرفض ميثاق الجبهة الإسلامية مفاهيم الديمقراطية التمثيلية والعلمانية، بدلاً من ذلك يسعى إلى إقامة دولة إسلامية يحكمها مجلس الشورى وأن تطبّق الشريعة الإسلامية. تعترف الجبهة بالأقليات العرقية والدينية التي تعيش في سوريا، بينما ترحّب أيضًا بالمقاتلين الأجانب الذين انضموا إلى القوات المناهضة للأسد ورفضوا الوسائل غير العسكرية لإنهاء الحرب الأهلية. صرح أحد أعضاء المجلس السياسي للجماعة أن الجبهة الإسلامية يمكن أن تقبل سوريا كدولة ديمقراطية، طالما أن الشريعة الإسلامية مطبّقة. قالت الجبهة الإسلامية إنها تطمح إلى «إقامة دولة مستقلة يكون فيها قانون الله الرحمن الرحيم يتمتع بالسيادة وحيث يتمتع أفراد هذه الدولة بالعدالة والحياة الكريمة».
وفقًا للجبهة الإسلامية، فإنهم يريدون فقط توحيد المسلمين في ظل دولة إسلامية واحدة. وذكرت المجموعة أنها لن تعاقب غير المسلمين، ولكنها ستخلق بدلاً من ذلك نظام مواطن من الدرجة الثانية للمسيحيين والطوائف الدينية الأخرى. كانت الجبهة الإسلامية منفتحة للغاية على السماح لمجموعات معارضة صغيرة أخرى بالانضمام إلى حركتها طالما تشترك معها في معتقدات مماثلة.
انتقدت الجبهة الإسلامية تنظيم الدولة الإسلامية، قائلة: «لقد قتلوا شعب الإسلام وتركوا عبّاد الأوثان» و «يستخدمون الآيات التي تتحدث عن الكفار وينفذونها على المسلمين».
في عام 2013، وقبل تشكيل الجبهة، ألقى زعيمها العسكري المستقبلي زهران علوش خطابًا يهاجم الشيعة الذين أسماهم «الرافضة العلويون والزرادشتيون» قائلًا «سيغسل مجاهدو الشام رجس الرافضة والرافضية في الشام، سيغسلونها إلى الأبد إن شاء الله، حتى يطهروا بلاد الشام من قذر المجوس الذين حاربوا دين الله»، «الشيعة سيظلّون أذلاء صاغرين على مر التاريخ» و «أقول لكم أيها الرافضة الأنجاس أنه مثلما دمّر بنو أمية جماجمكم في الماضي، فإن أهل الغوطة وأهل الشام سيدمّرون جماجمكم في المستقبل».
ندد علوش وحسان عبود الذي يترأس المكتب السياسي للجبهة الإسلامية، بالديمقراطية، ودعا إلى قيام دولة إسلامية بعد الأسد. ولكن في مقابلة مع صحيفة مكلاتشي في مايو 2015، استخدم علوش خطابًا معتدلًا، مدعيًا أنه يجب على السوريين أن يقرروا نوع الدولة التي يريدون أن يعيشوا فيها وأن العلويين كانوا «جزءًا من الشعب السوري» ويجب أن يُحاسب فقط أولئك الذين لطّخوا أيديهم بالدماء. استمر المتحدث باسمه في الادعاء بأن الخطاب الطائفي والإسلامي الذي أدلى به علوش سابقًا كان مخصصًا فقط للاستهلاك الداخلي وحشد مقاتليه.

## الهجمات المعلنة
أعلنت الجبهة الإسلامية عن خمسةٍ وأربعين هجومًا من عام 2012 إلى عام 2015. نشطت بشكل رئيسي في المدن الكبرى، ولم يُلاحظ وجود لها خارج سوريا. وقعت الهجمات الأكثر دموية في 14 ديسمبر 2014 حيث هاجم مقاتلو الجبهة قاعدتين عسكريتين مختلفتين. وقاموا بقتل تسعين جنديًا في كل موقع وأخذوا 15 جنديًا كرهائن – ما زال مكانهم مجهولًا حتى يومنا هذا. غالبية هجمات المعارضة في الجبهة هي هجمات بالمتفجرات (سبعة وثلاثون هجومًا) وقد استخدموا الهجمات المسلحة في هجماتهم أيضًا (ثلاث مرات). الغالبية العظمى من أهداف الهجمات كانوا من الأفراد العسكريين (ثلاثة وعشرون هجومًا) وفي المرتبة الثانية كانت هجمات المواطنين العاديين (تسعة عشر هجومًا)؛ أي 43% ضد أفراد عسكريين، و 35% مواطنين عاديين، لتشكّل باقي الهجمات حوالي 20%.